# 十六號臨時乘降場
十六號臨時乘降場（日语：／ Jūrokugō karijōkō-ba */?）是位於北海道斜里郡斜里町字越川，日本國有鐵道（國鐵）的根北線臨時乘降場（廢站）。隨著根北線廢線，臨時乘降場在1970年（昭和45年）12月1日廢除。車站現址位於國道244號，當時路線與國道之間設有平交道。

## 歷史
- 1958年（昭和33年） - 臨時乘降場啟用[1]。
- 1970年（昭和45年）12月1日 - 根北線全線廢除，臨時乘降場也廢除[1]。

## 相鄰車站
日本國有鐵道
根北線
下越川－十四號臨時乘降場－十六號臨時乘降場－越川

## 注腳
1. 1 2  今尾惠介監修《日本鐵道旅行地圖帳》1號 北海道，新潮社，2008年，p.43